# بیورت
بیورت یک ترکیب شیمیایی است با فرمول {\displaystyle {\ce {HN(CONH2)2}}}. به شکل جامد سفید و قابل انحلال در آب داغ است. نام بیورت برای دسته‌ای از مواد آلی (اورگانیک) با فرمول کلی {\displaystyle {\ce {R^1R^2N-C(=O)-N(R^3)-C(C=O)-NR^4R^5}}} نیز گفته می‌شود. بر این اساس، فرمول شیمیایی دی‌متیل‌بیورت که ماده شناخته شده‌ای است {\displaystyle {\ce {H(CH3)N-C(=O)-N(H)-C(=O)-N(CH3)H}}} خواهد بود. همچنین بیورت با نام کاربامیل‌اوره نیز شناخته می‌شود. این ماده از تراکم دو مولکول اوره بدست می‌آید و از آنجا که برای گیاهان یک ماده سمی محسوب می‌شود، در کودهای اوره باید درصد آن پایین نگه داشته شود.

## طرز تهیه و ساختار
برای تهیه بیورت، اوره را به مدت حدود ۶ ساعت در دمای ۱۵۰ درجه سانتیگراد حرارت می‌دهند تا کمی کدر شود. سپس در آب کریستاله می‌کنند. پس از آن، می‌توان آن را به‌طور مکرر از محلول هیدروکسید سدیم ۲٪ و آب مجدداً کریستاله کرد تا در نهایت سوزن‌های کریستالی بدون پایه مونوهیدرات که فاقد اسید سیانوریک هستند به دست آورد. در هنگام گرم کردن، مقدار زیادی آمونیاک خارج می‌شود:
{\displaystyle {\ce {2CO(NH2)2-> HN(CONH2)2 + NH3}}}
تحت شرایط مشابه، تجزیه اوره در اثر حرارت تیورت (triuret) با فرمول {\displaystyle {\ce {O=C(-N(H)-C(=O)-NH2)2}}} را ایجاد می‌کند. به‌طور کلی، بیورت‌های آلی (آنهایی که به جای یک یا چند اتم H دارای گروه‌های آلکیل یا آریل هستند) با تریمریزاسیون ایزوسیانات‌ها تهیه می‌شوند. به عنوان مثال، تریمر ۱٬۶-هگزامتیلن دی ایزوسیانات ماده‌ایست که به عنوان HDI-biuret شناخته می‌شود.
در شکل بدون آب، مولکول به دلیل پیوند هیدروژنی درون مولکولی در حالت جامد مسطح و نامتقارن است. طول پیوند C-N مقدار ۱٫۳۲۷ و ۱٫۳۳۴ Å کوتاهتر از فواصل C-N داخلی ۱٫۳۷۹ و ۱٫۳۹۱ Å است. طول پیوند C=O 1.247 و ۱٫۲۳۷ Å است. محصول به صورت مونوهیدرات از آب متبلور می‌شود.

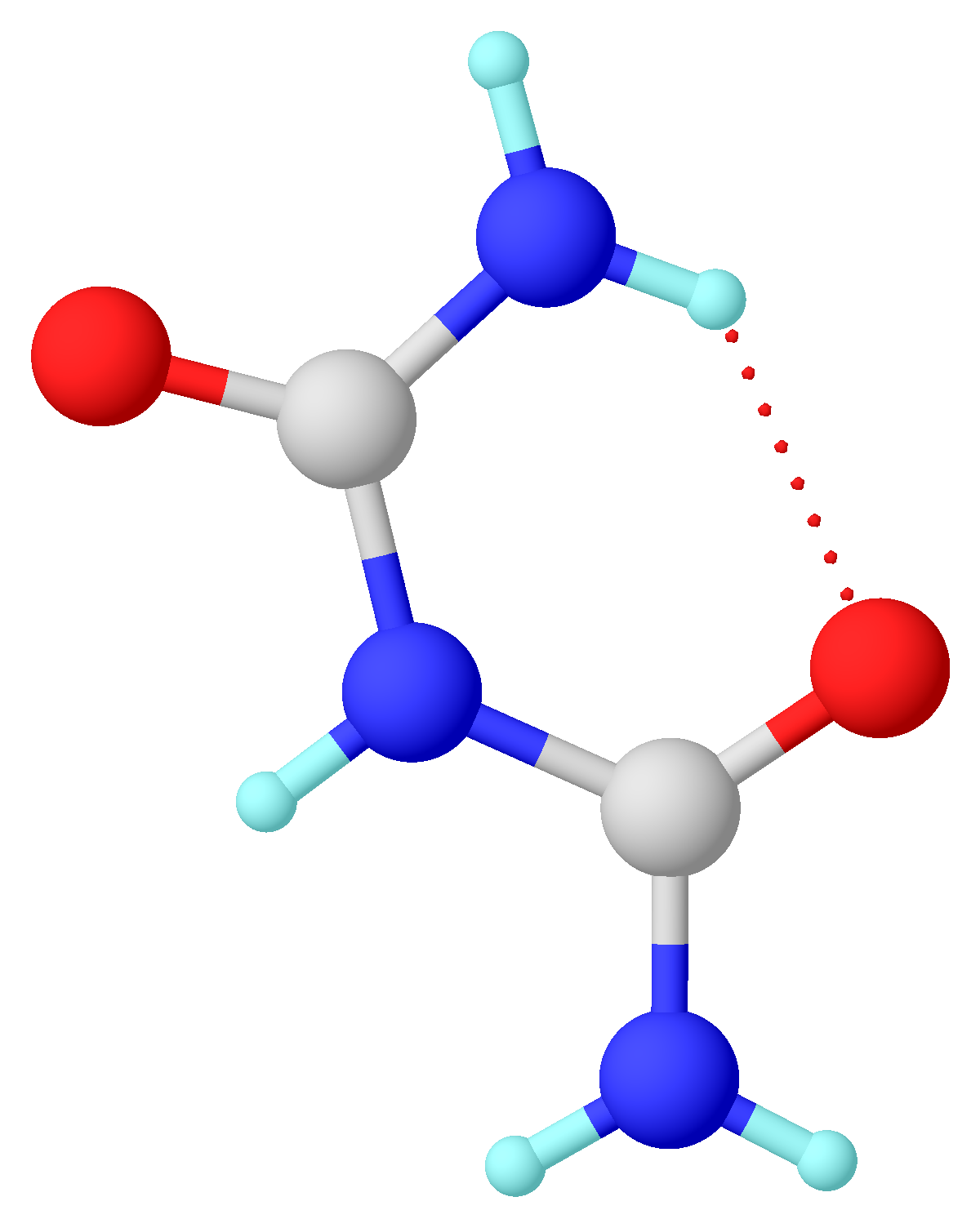
ساختار بیورت در حالت جامد (آبی = N، قرمز = O، خاکستری = C، فیروزه ای = H).

## کاربردها
بیورت به عنوان منبع نیتروژن غیر پروتئینی در خوراک نشخوارکنندگان کاربرد دارد، در روده این جانوران میکرواورگانیزمهایی هستند که بیورت را به پروتئین تبدیل می‌کنند. اگرچه به دلیل قیمت بالاتر و قابلیت هضم کمتر، نسبت به اوره محبوبیت کمتری دارد، اما همین ویژگی دوم (کند هضم بودن) خطر مسمومیت آمونیاکی را کاهش می‌دهد.

## آزمون بیورت
آزمون بیورت یک آزمایش شیمیایی برای تشخیص پروتئین‌ها و پلی‌پپتیدهاست. اساس آن استفاده از محلول آبی رنگ «معرف بیورت» است که در تماس با پروتئین‌ها یا مواد دارای پیوند پپتیدی، به رنگ بنفش تغییر رنگ می‌دهد. نه آزمون مخصوص بیورت است و نه معرف دارای بیورت، نامگذاری آنها به دلیل آن است که هم بیورت و هم پروتئین به آزمون پاسخ یکسانی می‌دهند.

## تاریخچه
مطالعات و تهیه بیوره برای اولین بار توسط گوستاو هینریش ویدمان (۱۸۲۶–۱۸۹۹) به عنوان پایان‌نامه دکترا که در سال ۱۸۴۷ ارائه داد، انجام شد. کشفیات وی در چندین مقاله گزارش شده‌است.

## ترکیبات مرتبط
سیانوریک اسید Cyanuric acid
آلوفانیک اسید Allophanic acid کربوکسیلیک اسید مشتق شده از بیورت.